# 85国道 (哥伦比亚)
85国道是哥伦比亚国道网的一条未完工公路，从亚马逊省的莱蒂西亚到沃佩斯省的米图。85国道能夠连接哥伦比亚亚马逊雨林的城市，促进了与巴西的贸易。惟基於成本高昂及途經地区的人口密度低的原因，这条路线并未修建完成，在短期或者中期都未有完成的计划。
预计建成从莱蒂西亚到塔拉帕卡164公里的一段公路，其中只有20.60公里已建成。它预计将完成第一部分，但没有结束日期。